# Епархия Мвеки
Епархия Мвеки (лат. Dioecesis Mvekaensis) — епархия Римско-Католической Церкви с центром в городе Мвека, Демократическая Республика Конго. Епархия Мвеки входит в митрополию Кананги.

## История
24 марта 1953 года Святой Престол учредил апостольскуюй префектуру Мвеки, выделив её из апостольского викариата Кананги (ныне — архиепархия Кананги).
29 сентября 1964 года апостольская префектура Мвеки была преобразована в епархию буллой Cum parvulum Римского Папы Павел VI.

## Ординарии епархии
- епископ Marcel Evariste Van Rengen (1957 - 1988);
- епископ Gérard Mulumba Kalemba (1989 - 2017).
- епископ Oscar Nkolo Kanowa (2017 - ).